# Franz Carl Weiskopf

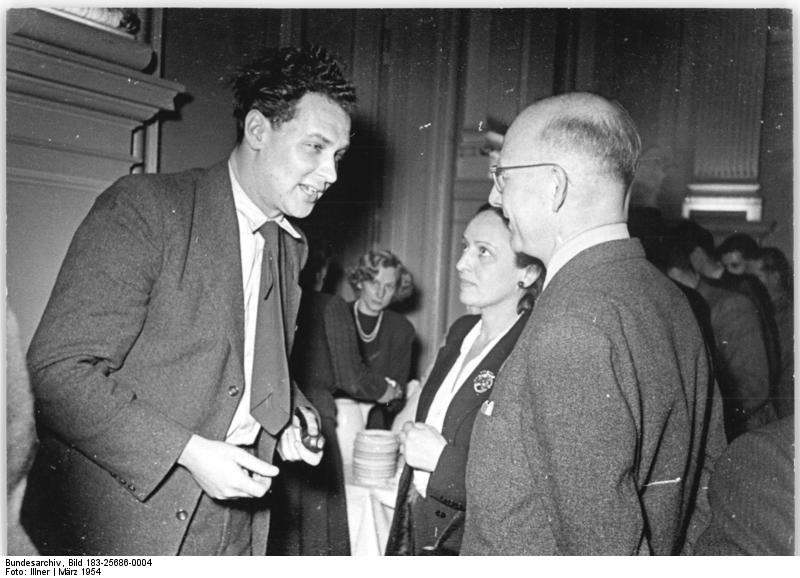
Gotthold Gloger (links) im Gespräch mit Franz Carl Weiskopf und Alex Wedding auf der Konferenz junger Autoren in Leipzig, 8. März 1954.

Büste von F. C. Weiskopf über der Grabplatte

Franz Carl Weiskopf (Pseudonyme: Petr Buk, Pierre Buk, F. W. L. Kovacs, geboren 3. April 1900 in Prag, Österreich-Ungarn; gestorben 14. September 1955 in Berlin) war ein deutschsprachiger Schriftsteller; meist nur als F. C. Weiskopf bekannt.

## Leben
Franz Carl Weiskopf war der Sohn eines jüdisch-deutschen Bankangestellten und einer tschechischen Mutter. Er besuchte in Prag deutschsprachige Schulen und studierte von 1919 bis 1923 Germanistik und Geschichte an der Universität seiner Heimatstadt. 1923 promovierte er zum Doktor der Philosophie. Nachdem er bereits 1921 der Kommunistischen Partei der Tschechoslowakei beigetreten war, reiste er 1926 zum ersten Mal in die Sowjetunion. 1928 siedelte er nach Berlin über, wo er Redakteur des Feuilletons der Zeitung Berlin am Morgen wurde. Im gleichen Jahr heiratete er die aus Salzburg stammende Grete Bernheim, die später unter dem Pseudonym Alex Wedding bekannt wurde. Er wurde Mitglied im Bund proletarisch-revolutionärer Schriftsteller und nahm 1930 mit Anna Seghers an einer Konferenz revolutionärer Schriftsteller in Charkow in der Sowjetunion teil.
Nach der Machtübernahme der Nationalsozialisten kehrte Weiskopf 1933 nach Prag zurück, wo er Chefredakteur der antifaschistischen Arbeiter Illustrierten Zeitung (AIZ) wurde. Als die Zeitung im Oktober 1938 ihr Erscheinen einstellen musste, floh Weiskopf nach Paris. Von dort aus gelang es ihm, im April 1939 mit Hilfe der League of American Writers, weiter in die USA zu fliehen. Die Kriegsjahre verbrachte er in New York. Grete Weiskopf berichtete, dass er im Hilfskomitee des Amerikanischen Schriftstellerverbandes tätig war und wesentlich dazu beitrug, dass Anna Seghers, Egon Erwin Kisch, Hans Marchwitza, Alexander Abusch und andere aus dem besetzten Frankreich gerettet wurden und in die Vereinigten Staaten und nach Mexiko fliehen konnten.
Nach dem Ende des Zweiten Weltkriegs war Weiskopf im diplomatischen Dienst der Tschechoslowakei tätig, anfangs als Botschaftsrat in Washington, D.C., 1949/50 als Gesandter in Stockholm und von 1950 bis 1952 als Botschafter in Peking. 1952 kehrte er nach Prag zurück, siedelte allerdings bereits 1953 nach Ost-Berlin über. Er lebte mit seiner Frau ab 1954 in Berlin-Friedrichshain, Strausberger Platz 19. In den letzten Jahren seines Lebens war er Vorstandsmitglied des Schriftstellerverbandes der DDR und gab gemeinsam mit Willi Bredel die Zeitschrift neue deutsche literatur heraus. Er war ein Mitglied des P.E.N.
F. C. Weiskopfs Werk besteht aus Romanen, Erzählungen, Reportagen, Anekdoten, Lyrik sowie Essays. Seine stets realistischen, stilistisch weit über dem Durchschnitt anderer Autoren des sozialistischen Realismus angesiedelten erzählerischen Werke spielen meist im Bürgertum der Tschechoslowakei und schildern den Weg der Solidarisierung von Bürgern und Arbeitern seit dem Ersten Weltkrieg.

Grete Weiskopf beschrieb seine Arbeitsweise so: 
„F.C.Weiskopf war ein leidenschaftlicher, disziplinierter Schriftsteller und ein leidenschaftlicher Verteidiger der deutschen Sprache. In der Arbeit kannte er keine Grenzen. Er trug systematisch eine Fülle von Materialien für seine Romane und großen Erzählungen zusammen, die er in seinem umfangreichen Zettelkasten ordnete. Alltäglich abends holte er aus seinen Taschen Zettelchen, Papierservietten, Fahrkarten, Zeitungsränder, Streichholzschächtelchen, auf denen er die Beute der Beobachtungen eines Tages aufgeschrieben hatte. F.C.Weiskopfs Zettelkasten war eine Art Vorratskammer seinen Schaffens,…“
Seine Ehefrau initiierte einen nach Weiskopf benannten Preis, der seit 1956 für besondere Verdienste um den Erhalt der deutschen Sprache verliehen wurde („sprachkritisch“ und „sprachreflektierend“).

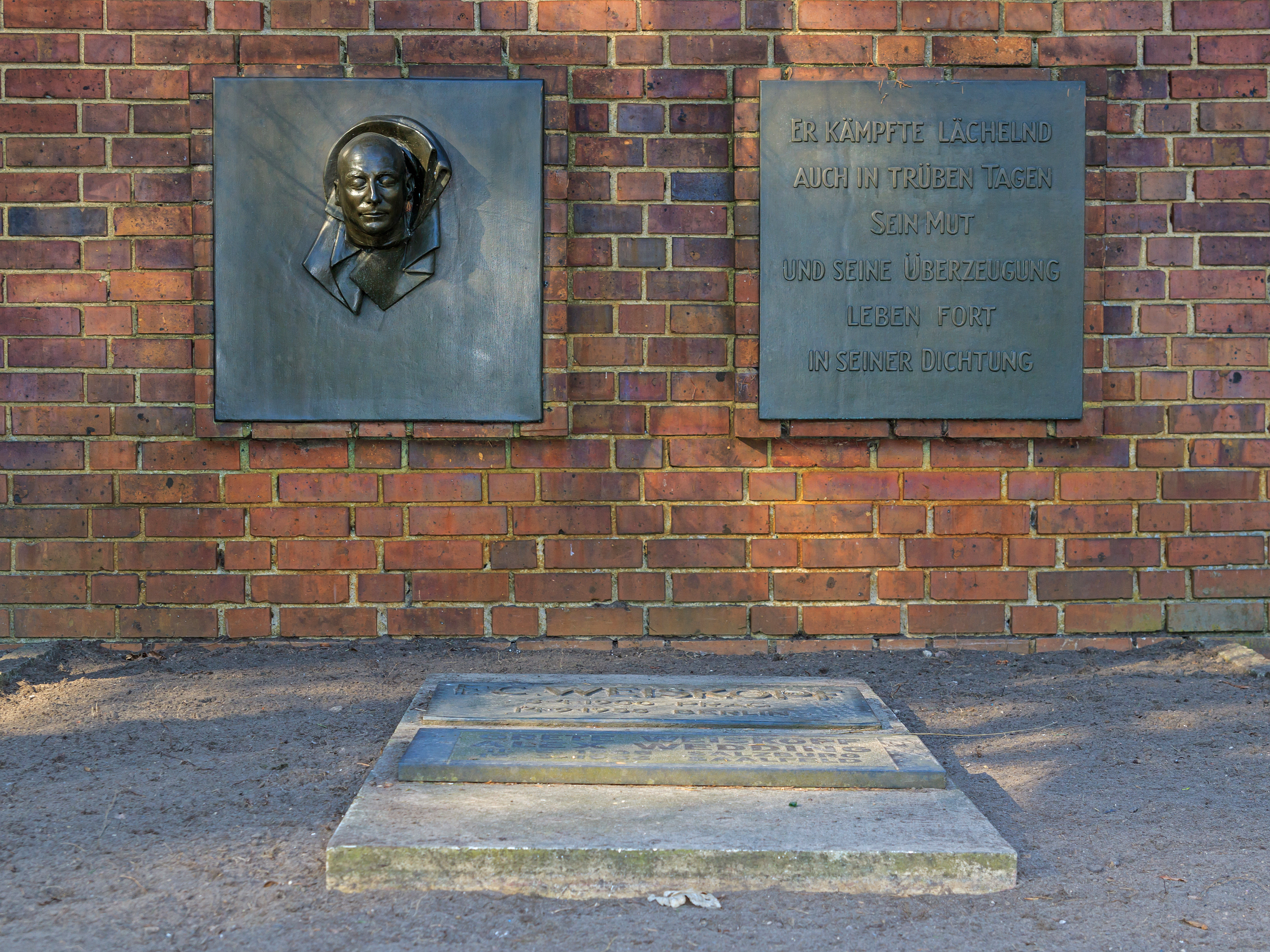
Grab von Grete und Franz Carl Weiskopf auf dem Zentralfriedhof Friedrichsfelde in Berlin

Grete und Franz Carl Weiskopf sind in einer gemeinsamen Grabanlage auf dem Zentralfriedhof Friedrichsfelde in Berlin beigesetzt.

## Werke

### Als Autor
- Es geht eine Trommel, Berlin-Schöneberg 1923
- Die Flucht nach Frankreich, Wien [u. a.] 1926
- Umsteigen ins 21. Jahrhundert, Berlin 1927
- Wer keine Wahl hat, hat die Qual, Berlin 1928
- Der Traum des Friseurs Cimbura, Berlin 1930
- Der Staat ohne Arbeitslose, Berlin 1931 (zusammen mit Ernst Glaeser und Alfred Kurella)
- Das Slawenlied, Berlin 1931
- Zukunft im Rohbau, Berlin 1932
- Die Stärkeren, Moskau [u. a.] 1934
- Die Versuchung, Zürich 1937 (1954 unter dem Titel Lissy oder Die Versuchung)
- La tragédie tchécoslavaque, Paris 1939 (unter dem Namen Pierre Buk)
- The untamed Balkans, New York 1941 (unter dem Namen Frederic W. L. Kovacs)
- Vor einem neuen Tag, Verlag El libro libre, Mexico 1944
  - Dawn breaks : A Novel from the V-Front. Erstveröffentlichung in englischer Sprache. Verlag Duell, Sloane and Pearce, New York 1942
- Himmelfahrts-Kommando, Stockholm 1945
  - The Firing Sqad. Übersetzung ins Englische James A. Galston. New York : Alfred A. Knopf, 1944
- Die Unbesiegbaren, New York 1945
- Unter fremden Himmeln, Berlin 1948; NA: Unter fremden Himmeln, ein Abriss der deutschen Literatur im Exil 1933 – 1947; mit einem Anhang von Textproben aus Werken exilierter Schriftsteller, Nachwort von Irmfried Hiebel, kommentiertes Autorenverzeichnis von Wulf Kirsten. Aufbau, Berlin 1981, DNB 810886715.
- Abschied vom Frieden, Berlin 1950
- Elend und Größe unserer Tage, Berlin 1950
- Der ferne Klang, Berlin 1950
- Menschen, Städte und Jahre, Wien 1950
- Kinder ihrer Zeit, Berlin 1951
- Die Reise nach Kanton, Berlin 1953
- Das Anekdotenbuch, Berlin 1954
- Aus allen vier Winden, Berlin 1954
- Verteidigung der deutschen Sprache, Berlin 1955
- Literarische Streifzüge, Berlin 1956
- Gesammelte Werke, Berlin
  - Bd. 1. Abschied vom Frieden, 1960 (bereits 1950 im Dietz Verlag erschienen)
  - Bd. 2. Inmitten des Stroms. Welt in Wehen, 1960
  - Bd. 3. Das Slawenlied. Vor einem neuen Tag, 1960
  - Bd. 4. Lissy. Himmelfahrtskommando, 1960
  - Bd. 5. Gedichte und Nachdichtungen, 1960
  - Bd. 6. Anekdoten und Erzählungen, 1960
  - Bd. 7. Reportagen, 1960
  - Bd. 8. Über Literatur und Sprache. Verteidigung der deutschen Sprache, 1960
- Briefwechsel 1942 – 1948, Berlin [u. a.] 1990 (mit Bodo Uhse)

### Als Herausgeber
- Januartage, Prag-Karlin 1926
- Denise Leblond-Zola: Zola – sein Leben, sein Werk, sein Kampf, Berlin 1932
- Hundred towers, eine Anthologie tschechischer und slowakischer Dichtung, New York 1945
- Kisch-Kalender, Berlin 1955

### Als Übersetzer
- Tschechische Lieder, Berlin 1925
- Das Herz – ein Schild, London 1937
- Brot und Sterne. Nachdichtungen tschechischer und slowakischer Lyrik. Berlin 1951
- Gesang der gelben Erde, Berlin 1951
- Chien Tien: Des Tien Tschien Lied vom Karren, Berlin 1953
- Max Švabinský: Schmetterlingszeit, Prag 1954

### Verfilmungen
- 1957: Lissy – Regie: Konrad Wolf
- 1979: Abschied vom Frieden – Regie: Hans-Joachim Kasprzik